# Ligue des champions de la CONCACAF 2012-2013
Navigation
Édition précédente Édition suivante
La Ligue des champions de la CONCACAF 2012-2013 sera la cinquième édition de cette compétition. Cependant, ce sera la 48e fois que les clubs de la confédération se disputeront le titre de leader de la CONCACAF.
Le vainqueur représentera la CONCACAF à la Coupe du monde de football des clubs 2013.

## Participants
Un total de 24 équipes provenant d'un maximum de 13 nations participeront au tournoi. Elles proviendront des zones Amérique du Nord, Amérique centrale et Caraïbes de la CONCACAF. Cependant, à la suite des problèmes des tournois précédents, des règles de disqualification et de substitution ont été édictées pour les cas où une équipe ne disposerait pas d'un stade jugé convenable.
- Amérique centrale : 12 clubs peuvent se qualifier. Si un ou plusieurs clubs sont disqualifiés, ils seront remplacés par un club d'une autre fédération centre-américaine, choisie sur la base des résultats du tournoi précédent.
- Caraïbes : si un des trois clubs est disqualifié, il sera remplacé par le club suivant au classement du Championnat de la CFU des clubs.
- Le 5 mars 2012, la CONCACAF a annoncé que le club du Belize avait perdu sa place en phase de qualification car il ne pouvait répondre aux exigences relatives à la conformité des stades. Le Salvador a ainsi recueilli une place supplémentaire[2].

Le tableau des clubs qualifiés est donc le suivant :
| Nation            | Club                  | Raison de qualification                                                    |
| Amérique du Nord  |                       |                                                                            |
| Mexique           | Tigres UANL           | Vainqueur du Tournoi Apertura 2011.                                        |
| Mexique           | Santos Laguna         | Vainqueur du Tournoi Clausura 2012 et finaliste du Tournoi Apertura 2011.  |
| Mexique           | CF Monterrey          | Finaliste du Tournoi Clausura 2012.                                        |
| Mexique           | Chivas de Guadalajara | Meilleure équipe du Tournoi Apertura 2011, hors finalistes du tournoi.     |
| États-Unis        | Los Angeles Galaxy    | Vainqueur de la MLS Cup et du MLS Supporters' Shield 2011.                 |
| États-Unis        | Seattle Sounders FC   | Vainqueur de la US Open Cup 2011 et second du MLS Supporters' Shield 2011. |
| États-Unis        | Houston Dynamo        | Finaliste de la MLS Cup 2011.                                              |
| États-Unis        | Real Salt Lake        | Troisième du MLS Supporters' Shield 2011.                                  |
| Canada            | Toronto FC            | Champion du Canada 2012.                                                   |
| Amérique Centrale |                       |                                                                            |
| Costa Rica        | LD Alajuelense        | Vainqueur du Tournoi Apertura 2011.                                        |
| Costa Rica        | CS Herediano          | Vainqueur du Tournoi Clausura 2012.                                        |
| Honduras          | CD Olimpia            | Vainqueur du Tournoi Apertura 2011 et du Tournoi Clausura 2012.            |
| Honduras          | CD Marathon           | Meilleur finaliste de la saison 2011-2012.                                 |
| Guatemala         | CSD Municipal         | Vainqueur du Tournoi Apertura 2011.                                        |
| Guatemala         | Xelaju MC             | Vainqueur du Tournoi Clausura 2012.                                        |
| Panama            | Chorrillo FC          | Vainqueur du Tournoi Apertura 2011.                                        |
| Panama            | Tauro FC              | Vainqueur du Tournoi Clausura 2012.                                        |
| Salvador          | AD Isidro-Metapan     | Vainqueur du Tournoi Apertura 2011.                                        |
| Salvador          | CD Águila             | Vainqueur du Tournoi Clausura 2012.                                        |
| Salvador          | Club Deportivo FAS    | Meilleure équipe au classement cumulé de la saison 2011-2012.              |
| Nicaragua         | Real Estelí FC        | Champion du Nicaragua 2011-2012.                                           |
| Caraïbes          |                       |                                                                            |
| Caraïbes          | Caledonia AIA         | Champion des caraïbes 2012.                                                |
| Caraïbes          | W Connection FC       | Second du championnat des caraïbes 2012.                                   |
| Caraïbes          | Puerto Rico Islanders | Troisième du championnat des caraïbes 2012.                                |

## Calendrier
Le 12 janvier 2012, la CONCACAF annonce qu'elle a décidé de changer le format de la compétition par rapport aux éditions précédentes.
Le tour préliminaire est supprimé et les quatre groupes de quatre équipes sont remplacés par huit groupes de trois équipes dont seul le premier se qualifie pour la phase finale.
| Tour                    | Nom                           | Date aller                                    | Date retour                                         | Équipes participantes | Équipes restantes |
| Phase de groupes (2012) |                               |                                               |                                                     |                       |                   |
| 1-6                     | Journée 1 Journée 2 Journée 3 | 31 juillet - 2 août 21 - 23 août 28 - 30 août | 23 - 25 octobre 18 - 20 septembre 25 - 27 septembre | 24                    | 24 à 8            |
| Phase finale (2013)     |                               |                                               |                                                     |                       |                   |
| 1                       | Quarts de finale              | 5 - 7 mars                                    | 12 - 14 mars                                        | 8                     | 8 à 4             |
| 2                       | Demi-finale                   | 2 - 4 avril                                   | 9 - 11 avril                                        | 4                     | 4 à 2             |
| 3                       | Finale                        | 24 avril                                      | 1er mai                                             | 2                     | 2 à 1             |

Le tirage est équilibré à l'aide de pots définis comme suit, il faut noter que la présence d'un club de tel pays dans tel ou tel pot dépend des résultats internes au pays et en aucun cas de résultats passés du club dans cette compétition comme ça peut se voir en Europe. Il faut noter également que deux clubs d'un même pays ne peuvent se retrouver dans un même groupe, ainsi que les clubs mexicains et américains qui ne peuvent pas également se retrouver dans un même groupe. Le tirage au sort a eu lieu le 5 juin.
| Pot 1              | Pot 1               | Pot 2             | Pot 2                 | Pot 3              | Pot 3                 |
| Tigres UANL        | Santos Laguna       | CF Monterrey      | Chivas de Guadalajara | CSD Municipal      | Tauro FC              |
| Los Angeles Galaxy | Seattle Sounders FC | Houston Dynamo    | Real Salt Lake        | CD Águila          | Real Estelí FC        |
| CS Herediano       | CD Olimpia          | LD Alajuelense    | CD Marathon           | Club Deportivo FAS | Caledonia AIA         |
| Xelaju MC          | Chorrillo FC        | AD Isidro-Metapan | Toronto FC            | W Connection FC    | Puerto Rico Islanders |

## Phase de groupes

### Groupe A
| Rang | Équipe        | Pts | J | G | N | P | Bp | Bc | Diff |
| ---- | ------------- | --- | - | - | - | - | -- | -- | ---- |
| 1    | Santos Laguna | 12  | 4 | 4 | 0 | 0 | 13 | 1  | +12  |
| 2    | Toronto FC    | 6   | 4 | 2 | 0 | 2 | 9  | 5  | +4   |
| 3    | CD Águila     | 0   | 4 | 0 | 0 | 4 | 1  | 17 | -16  |

| Résultats (▼dom., ►ext.) |     |     |     |
| CD Águila                |     | 0-4 | 0-3 |
| Santos Laguna            | 5-0 |     | 1-0 |
| Toronto FC               | 5-1 | 1-3 |     |

### Groupe B
| Rang | Équipe         | Pts | J | G | N | P | Bp | Bc | Diff |
| ---- | -------------- | --- | - | - | - | - | -- | -- | ---- |
| 1    | CS Herediano   | 10  | 4 | 3 | 1 | 0 | 4  | 1  | +3   |
| 2    | Real Salt Lake | 7   | 4 | 2 | 1 | 1 | 3  | 1  | +2   |
| 3    | Tauro FC       | 0   | 4 | 0 | 0 | 4 | 1  | 6  | -5   |

| Résultats (▼dom., ►ext.) |     |     |     |
| CS Herediano             |     | 1-0 | 2-1 |
| Real Salt Lake           | 0-0 |     | 2-0 |
| Tauro FC                 | 0-1 | 0-1 |     |

### Groupe C
| Rang | Équipe             | Pts | J | G | N | P | Bp | Bc | Diff |
| ---- | ------------------ | --- | - | - | - | - | -- | -- | ---- |
| 1    | Houston Dynamo     | 8   | 4 | 2 | 2 | 0 | 9  | 3  | +6   |
| 2    | CD Olimpia         | 5   | 4 | 1 | 2 | 1 | 6  | 4  | +2   |
| 3    | Club Deportivo FAS | 3   | 4 | 1 | 0 | 3 | 3  | 11 | -8   |

| Résultats (▼dom., ►ext.) |     |     |     |
| Club Deportivo FAS       |     | 1-3 | 2-1 |
| Houston Dynamo           | 4-0 |     | 1-1 |
| CD Olimpia               | 3-0 | 1-1 |     |

### Groupe D
| Rang | Équipe              | Pts | J | G | N | P | Bp | Bc | Diff |
| ---- | ------------------- | --- | - | - | - | - | -- | -- | ---- |
| 1    | Seattle Sounders FC | 12  | 4 | 4 | 0 | 0 | 12 | 5  | +7   |
| 2    | CD Marathon         | 4   | 4 | 1 | 1 | 2 | 5  | 7  | -2   |
| 3    | Caledonia AIA       | 1   | 4 | 0 | 1 | 3 | 3  | 8  | -5   |

| Résultats (▼dom., ►ext.) |     |     |     |
| Caledonia AIA            |     | 0-0 | 1-3 |
| CD Marathon              | 2-1 |     | 2-3 |
| Seattle Sounders FC      | 3-1 | 3-1 |     |

### Groupe E
| Rang | Équipe                | Pts | J | G | N | P | Bp | Bc | Diff |
| ---- | --------------------- | --- | - | - | - | - | -- | -- | ---- |
| 1    | Los Angeles Galaxy    | 10  | 4 | 3 | 1 | 0 | 12 | 4  | +8   |
| 2    | Puerto Rico Islanders | 4   | 4 | 1 | 1 | 2 | 4  | 7  | -3   |
| 3    | AD Isidro-Metapan     | 3   | 4 | 1 | 0 | 3 | 7  | 12 | -5   |

| Résultats (▼dom., ►ext.) |     |     |     |
| AD Isidro-Metapan        |     | 2-3 | 3-1 |
| Los Angeles Galaxy       | 5-2 |     | 4-0 |
| Puerto Rico Islanders    | 3-0 | 0-0 |     |

### Groupe F
| Rang | Équipe         | Pts | J | G | N | P | Bp | Bc | Diff |
| ---- | -------------- | --- | - | - | - | - | -- | -- | ---- |
| 1    | Tigres UANL    | 8   | 4 | 2 | 2 | 0 | 12 | 3  | +9   |
| 2    | LD Alajuelense | 7   | 4 | 2 | 1 | 1 | 4  | 7  | -3   |
| 3    | Real Estelí FC | 1   | 4 | 0 | 1 | 3 | 1  | 7  | -6   |

| Résultats (▼dom., ►ext.) |     |     |     |
| LD Alajuelense           |     | 1-0 | 2-2 |
| Real Estelí FC           | 0-1 |     | 1-1 |
| Tigres UANL              | 5-0 | 4-0 |     |

### Groupe G
| Rang | Équipe        | Pts | J | G | N | P | Bp | Bc | Diff |
| ---- | ------------- | --- | - | - | - | - | -- | -- | ---- |
| 1    | CF Monterrey  | 12  | 4 | 4 | 0 | 0 | 15 | 0  | +15  |
| 2    | CSD Municipal | 6   | 4 | 2 | 0 | 2 | 4  | 6  | -2   |
| 3    | Chorrillo FC  | 0   | 4 | 0 | 0 | 4 | 2  | 15 | -13  |

| Résultats (▼dom., ►ext.) |     |     |     |
| Chorrillo FC             |     | 0-6 | 1-2 |
| CF Monterrey             | 5-0 |     | 3-0 |
| CSD Municipal            | 2-1 | 0-1 |     |

### Groupe H
| Rang | Équipe                | Pts | J | G | N | P | Bp | Bc | Diff |
| ---- | --------------------- | --- | - | - | - | - | -- | -- | ---- |
| 1    | Xelaju MC             | 7   | 4 | 2 | 1 | 1 | 7  | 6  | +1   |
| 2    | Chivas de Guadalajara | 7   | 4 | 2 | 1 | 1 | 7  | 3  | +4   |
| 3    | W Connection FC       | 2   | 4 | 0 | 2 | 2 | 5  | 10 | -5   |

| Résultats (▼dom., ►ext.) |     |     |     |
| W Connection FC          |     | 1-1 | 2-2 |
| Chivas de Guadalajara    | 4-0 |     | 2-1 |
| Xelaju MC                | 3-2 | 1-0 |     |

## Phase finale
Pour les quarts de finale, les équipes sont classées et s'affrontent d'après leurs résultats lors de la phase précédente selon les critères suivants :
1. nombre de points acquis ;
2. différence entre les buts marqués et les buts concédés sur la totalité des matchs joués ;
3. plus grand nombre de buts marqués sur la totalité des matchs joués ;
4. plus grand nombre de buts marqués à l'extérieur ;
5. plus grand nombre de victoires sur la totalité des matchs joués ;
6. plus grand nombre de victoires à l'extérieur ;
7. tirage au sort.

| Rang | Équipe              | Pts | J | G | N | P | Bp | Bc | Diff |
| ---- | ------------------- | --- | - | - | - | - | -- | -- | ---- |
| 1    | CF Monterrey        | 12  | 4 | 4 | 0 | 0 | 15 | 0  | +15  |
| 2    | Santos Laguna       | 12  | 4 | 4 | 0 | 0 | 13 | 1  | +12  |
| 3    | Seattle Sounders FC | 12  | 4 | 4 | 0 | 0 | 12 | 5  | +7   |
| 4    | Los Angeles Galaxy  | 10  | 4 | 3 | 1 | 0 | 12 | 4  | +8   |
| 5    | CS Herediano        | 10  | 4 | 3 | 1 | 0 | 4  | 1  | +3   |
| 6    | Tigres UANL         | 8   | 4 | 2 | 2 | 0 | 12 | 3  | +9   |
| 7    | Houston Dynamo      | 8   | 4 | 2 | 2 | 0 | 9  | 3  | +6   |
| 8    | Xelaju MC           | 7   | 4 | 2 | 1 | 1 | 7  | 6  | +1   |

### Tableau
|  |                             |                              |                     |               |                               |     |   |            |                               |            |            |              |     |   |        |        |        |        |        |  |  |
|  | 1/4 de finale               | 1/4 de finale                | 1/4 de finale       | 1/4 de finale | 1/4 de finale                 |     |   | 1/2 finale | 1/2 finale                    | 1/2 finale | 1/2 finale | 1/2 finale   |     |   | Finale | Finale | Finale | Finale | Finale |  |  |
|  | 6 mars 2013 et 12 mars 2013 |                              |                     |               |                               |     |   |            |                               |            |            |              |     |   |        |        |        |        |        |  |  |
|  |                             |                              |                     |               |                               |     |   |            |                               |            |            |              |     |   |        |        |        |        |        |  |  |
|  | CF Monterrey                | (1)                          | 3                   | 1             |                               |     |   |            |                               |            |            |              |     |   |        |        |        |        |        |  |  |
|  | CF Monterrey                | (1)                          | 3                   | 1             | 3 avril 2013 et 10 avril 2013 |     |   |            |                               |            |            |              |     |   |        |        |        |        |        |  |  |
|  | Xelaju MC                   | (8)                          | 1                   | 1             |                               |     |   |            |                               |            |            |              |     |   |        |        |        |        |        |  |  |
|  | Xelaju MC                   | (8)                          | 1                   | 1             | CF Monterrey                  | (1) | 2 | 1          |                               |            |            |              |     |   |        |        |        |        |        |  |  |
|  | 7 mars 2013 et 13 mars 2013 |                              |                     |               | CF Monterrey                  | (1) | 2 | 1          |                               |            |            |              |     |   |        |        |        |        |        |  |  |
|  |                             |                              | Los Angeles Galaxy  | (4)           | 1                             | 0   |   |            |                               |            |            |              |     |   |        |        |        |        |        |  |  |
|  | Los Angeles Galaxy          | (4)                          | Los Angeles Galaxy  | (4)           | 1                             | 0   | 0 | 4          |                               |            |            |              |     |   |        |        |        |        |        |  |  |
|  | Los Angeles Galaxy          | (4)                          |                     |               |                               |     | 0 | 4          | 24 avril 2013 et 1er mai 2013 |            |            |              |     |   |        |        |        |        |        |  |  |
|  | CS Herediano                | (5)                          | 0                   | 1             |                               |     |   |            |                               |            |            |              |     |   |        |        |        |        |        |  |  |
|  | CS Herediano                | (5)                          | 0                   | 1             |                               |     |   |            |                               |            |            | CF Monterrey | (1) | 0 | 4      |        |        |        |        |  |  |
|  | 5 mars 2013 et 13 mars 2013 |                              |                     |               |                               |     |   |            |                               |            |            | CF Monterrey | (1) | 0 | 4      |        |        |        |        |  |  |
|  |                             | Santos Laguna                | (2)                 | 0             | 2                             |     |   |            |                               |            |            |              |     |   |        |        |        |        |        |  |  |
|  | Santos Laguna               | Santos Laguna                | (2)                 | 0             | 2                             | (2) | 0 | 3          |                               |            |            |              |     |   |        |        |        |        |        |  |  |
|  | Santos Laguna               | 2 avril 2013 et 9 avril 2013 |                     |               |                               | (2) | 0 | 3          |                               |            |            |              |     |   |        |        |        |        |        |  |  |
|  | Houston Dynamo              | (7)                          | 1                   | 0             |                               |     |   |            |                               |            |            |              |     |   |        |        |        |        |        |  |  |
|  | Houston Dynamo              | (7)                          | 1                   | 0             | Santos Laguna                 | (2) | 1 | 1          |                               |            |            |              |     |   |        |        |        |        |        |  |  |
|  | 6 mars 2013 et 14 mars 2013 |                              |                     |               | Santos Laguna                 | (2) | 1 | 1          |                               |            |            |              |     |   |        |        |        |        |        |  |  |
|  |                             |                              | Seattle Sounders FC | (3)           | 0                             | 1   |   |            |                               |            |            |              |     |   |        |        |        |        |        |  |  |
|  | Seattle Sounders FC         | (3)                          | Seattle Sounders FC | (3)           | 0                             | 1   | 0 | 3          |                               |            |            |              |     |   |        |        |        |        |        |  |  |
|  | Seattle Sounders FC         | (3)                          |                     |               |                               |     | 0 | 3          |                               |            |            |              |     |   |        |        |        |        |        |  |  |
|  | Tigres UANL                 | (6)                          | 1                   | 1             |                               |     |   |            |                               |            |            |              |     |   |        |        |        |        |        |  |  |
|  | Tigres UANL                 | (6)                          | 1                   | 1             |                               |     |   |            |                               |            |            |              |     |   |        |        |        |        |        |  |  |

### Quarts de finale
| Pays | Club                | Aller | Retour | Club           | Pays | Commentaire |
|      | CF Monterrey        | 3-1   | 1-1    | Xelaju MC      |      |             |
|      | Los Angeles Galaxy  | 0-0   | 4-1    | CS Herediano   |      |             |
|      | Santos Laguna       | 0-1   | 3-0    | Houston Dynamo |      |             |
|      | Seattle Sounders FC | 0-1   | 3-1    | Tigres UANL    |      |             |

### Demi-finales
| Pays | Club          | Aller | Retour | Club                | Pays | Commentaire |
|      | CF Monterrey  | 2-1   | 1-0    | Los Angeles Galaxy  |      |             |
|      | Santos Laguna | 1-0   | 1-1    | Seattle Sounders FC |      |             |

### Finale
| Match aller   | Santos Laguna | 0:0   | CF Monterrey | Stade Corona Torreón, Mexique                                                                                            | |
| 24 avril 2013 |               | (0:0) |              | Spectateurs : 21 401 Arbitrage : Roberto García Orozco Alberto Morín (a) José Luis Camargo (a) José Alfredo Peñaloza (q) | Spectateurs : 21 401 Arbitrage : Roberto García Orozco Alberto Morín (a) José Luis Camargo (a) José Alfredo Peñaloza (q) |
| 24 avril 2013 | Rapport       |       |              | Spectateurs : 21 401 Arbitrage : Roberto García Orozco Alberto Morín (a) José Luis Camargo (a) José Alfredo Peñaloza (q) | Spectateurs : 21 401 Arbitrage : Roberto García Orozco Alberto Morín (a) José Luis Camargo (a) José Alfredo Peñaloza (q) |

| Match retour | CF Monterrey                                                                    | 4:2   | Santos Laguna                          | Stade Tecnológico Monterrey, Mexique                                                           |                                                                                                |
| 1er mai 2013 | Aldo de Nigris 60e · Neri Cardozo 84e · Aldo de Nigris 87e · Humberto Suazo 90e | (0:1) | Carlos Quintero 38e · Felipe Baloy 50e | Arbitrage : Marco Antonio Rodríguez Marvin Torrentera (a) Marcos Quintero (a) Erim Ramírez (q) | Arbitrage : Marco Antonio Rodríguez Marvin Torrentera (a) Marcos Quintero (a) Erim Ramírez (q) |
| 1er mai 2013 | Rapport                                                                         |       |                                        | Arbitrage : Marco Antonio Rodríguez Marvin Torrentera (a) Marcos Quintero (a) Erim Ramírez (q) | Arbitrage : Marco Antonio Rodríguez Marvin Torrentera (a) Marcos Quintero (a) Erim Ramírez (q) |

| Champion de la CONCACAF 2013 |
| ---------------------------- |
| CF Monterrey Troisième Titre |

## Buteurs
| Rang | Nom             | Équipe              | Buts |
| 1    | Nicolás Muñoz   | AD Isidro-Metapan   | 6    |
| 1    | Carlos Quintero | Santos Laguna       | 6    |
| 3    | Humberto Suazo  | CF Monterrey        | 5    |
| 3    | Aldo de Nigris  | CF Monterrey        | 5    |
| 5    | Sammy Ochoa     | Seattle Sounders FC | 4    |
| 5    | Alan Pulido     | Tigres UANL         | 4    |
| 5    | Jack McBean     | Los Angeles Galaxy  | 4    |
| 8    | 7 joueurs       | 7 joueurs           | 3    |